# Anticypella
Anticypella là một chi bướm đêm thuộc họ Geometridae.

## Các loài
- Anticypella diffusaria (Leech, 1897)